# Каліч'є
Калі́ч'є (рос. Каличье) — присілок у складі Верховазького району Вологодської області, Росія. Входить до складу Нижньо-Вазького сільського поселення.

## Населення
Населення — 17 осіб (2010; 13 у 2002).
Національний склад (станом на 2002 рік):
- росіяни — 92 %